# Valgus
Valgus es un género de escarabajos de la subfamilia Cetoniinae.
Miden 5-8 mm. Tienen cuerpo compacto. Los élitros son de tamaño reducido que dejan parte del abdomen expuesto. A los adultos se los suele encontrar en flores. Las larvas descomponen la madera. Suelen estar relacionados con termitas.
La mayoría de las especies descritas se encuentran en Asia, con unas pocas que llegan al norte de África y Europa, y tres especies nativas del Nuevo Mundo, más una introducida.  

## Especies
- Valgus albomaculatus Kraatz, 1896 — Borneo
- Valgus arabicus Nonfried, 1895 — Arabia
- Valgus californicus Horn, 1870 — México, California
- Valgus canaliculatus (Olivier, 1789) — Norteamérica
- Valgus cristatus Gestro, 1891 — Borneo
- Valgus distinctus Nonfried, 1895 — Borneo
- Valgus fuscatus Kraatz, 1896 — Borneo
- Valgus hemipterus (Linnaeus, 1758) — Europa, Cáucaso, África, introducido en Norteamérica: Ontario, Míchigan, Ohio
- Valgus koreanus Sawada, 1944 — Corea
- Valgus okajimai Kobayashi, 1994 — Taiwán
- Valgus parvicollis Fairmaire, 1891 — China
- Valgus parvulus Burmeister & Schaum, 1840 — Tailandia
- Valgus quadrimaculatus Kraatz, 1883 — Malasia
- Valgus savioi Pic, 1928 — China
- Valgus seticollis (Palisot de Beauvois, 1805) — Norteamérica
- Valgus smithii Macleay, 1838 — África del Sur
- Valgus sumatranus Gestro, 1891 — Sumatra
- Valgus thibetanus Nonfried, 1891 — Tíbet
- Valgus tonkinensis Arrow, 1944 — Vietnam